# Alessandro Passerin d’Entrèves
Alessandro Passerin d’ Entrèves (* 26. April 1902 in Turin; † 15. Dezember 1985 ebenda) war ein italienischer Rechtsphilosoph und Romanist.

## Leben und Werk
Passerin stammte aus dem Aostatal und war ihm zeitlebens verbunden. Er studierte in Turin bei Gioele Solari (1872–1952), Francesco Ruffini (1863–1934) sowie Luigi Einaudi und war befreundet mit Piero Gobetti. Er promovierte 1924 in Turin mit Il fondamento della filosofia giuridica di G. G. F. Hegel, 1932 auch in Oxford mit The Mediaeval Contribution to Political Thought. Thomas Aquinas. Marsilius of Padua. Richard Hooker (Oxford 1939). 1935 besetzte er einen Lehrstuhl in Messina, dann in Pavia und schließlich in Turin. Von 1946 bis 1956 war er Professor für Italienisch in Oxford. Zeitweilig lehrte er an der Yale-Universität. 1964 wurde er in die American Academy of Arts and Sciences gewählt. Auf dem Turiner Lehrstuhl für politische Wissenschaften folgte ihm 1972 Norberto Bobbio nach.

## Weitere Werke
- La Teoria del diritto e della politica in Inghilterra all’inizio dell’età moderna. Turin 1929
- Riccardo Hooker. Contributo alla teoria e alla storia del diritto naturale. Turin 1932
- Reflections on the History of Italy. An inaugural lecture. Oxford 1947
- Natural law. An introduction to legal Philosophy. London 1951, 1970, 1994, 2004
- Dante as a Political Thinker. Oxford 1952. (italienisch: Turin 1955)
- La Dottrina dello stato. Elementi di analisi e di interpretazione. Turin 1962 (englisch: Oxford 1967, französisch: 1969)
- Obbedienza e resistenza in una società democratica, e altri saggi. Mailand 1970
- Il palchetto assegnato agli statisti e altri scritti di varia politica. Mailand 1979
- Les bornes du royaume. Ecrits de philosophie politique et d'histoire valdôtaine. Mailand 1984
- Gian Mario Bravo (Hrsg.): Saggi di storia del pensiero politico. Dal Medioevo alla società contemporanea. Mailand 1992.
- La formazione dello Stato unitario. Rom 1993